# سوق جحانة
سوق جحانة وهو أحد أكبر أسواق بيع الأسلحة الخفيفة والمتوسطة في اليمن ويقع في شرق صنعاء في خولان الطيال مديرية جحانة.